# Chassey-le-Camp
Chassey-le-Camp – miejscowość i gmina we Francji, w regionie Burgundia-Franche-Comté, w departamencie Saona i Loara.
Według danych na rok 1990 gminę zamieszkiwało 257 osób, a gęstość zaludnienia wynosiła 30 osób/km² (wśród 2044 gmin Burgundii Chassey-le-Camp plasuje się na 656. miejscu pod względem liczby ludności, natomiast pod względem powierzchni na miejscu 1011.).